# Potosi (condado de Grant, Wisconsin)
Potosi es un pueblo ubicado en el condado de Grant en el estado estadounidense de Wisconsin. En el Censo de 2010 tenía una población de 849 habitantes y una densidad poblacional de 5,69 personas por km².

## Geografía
Potosi se encuentra ubicado en las coordenadas 42°40′4″N 90°42′57″O / 42.66778, -90.71583. Según la Oficina del Censo de los Estados Unidos, Potosi tiene una superficie total de 149.21 km², de la cual 119.87 km² corresponden a tierra firme y (19.66%) 29.34 km² es agua.

## Demografía
Según el censo de 2010, había 849 personas residiendo en Potosi. La densidad de población era de 5,69 hab./km². De los 849 habitantes, Potosi estaba compuesto por el 98.12% blancos, el 0.12% eran afroamericanos, el 0% eran amerindios, el 0.94% eran asiáticos, el 0% eran isleños del Pacífico, el 0.12% eran de otras razas y el 0.71% pertenecían a dos o más razas. Del total de la población el 0.71% eran hispanos o latinos de cualquier raza.